# Karakul
Karakul (rusky Каракуль, z turkického černé jezero) je bezodtoké meteoritické jezero v severní části Pamíru Horním Badachšánu v Tádžikistánu. Má rozlohu 380 km². Je 33 km dlouhé a částečně naplňuje impaktní kráter o průměru 52 km. V západní části je hluboké maximálně 236 m a ve východní 22,5 m. Leží v nadmořské výšce 3914 m. Kráter vznikl patrně před 5 miliony let či později.

## Pobřeží
Je obklopeno vysokými horami. Skládá se ze dvou částí, které jsou spojené úzkými průlivy.

## Vodní režim
Největší přítoky jsou Karadžilga, Karaart a Muzkol.

## Vlastnosti vody
Voda je mírně slaná. Průzračnost je až 9 m. Jezero je pokryté ledem od konce listopadu do dubna. Teplota vody v létě je 12 °C.